# 九州鉄道
九州鉄道（）は、明治時代に存在した九州の私設鉄道会社で、九州初の鉄道路線を開通した会社である。鉄道国有法により1907年（明治40年）7月1日に国有化された。
1887年（明治20年）、松田和七郎、藤金作、伊丹文右エ門、渋谷清六、白木為直、嘉悦氏房の六名が会社設立発起者総代となり、福岡・熊本・佐賀の各県令に呼び掛けて創立した。
1888年（明治21年）、政府に設立認可され、初代社長に高橋新吉が就任した。技術職にはヘルマン・ルムシュッテルらドイツ人技術者が雇用された。
初の路線は1889年（明治22年）に開通した博多駅 - 千歳川仮停車場間であり、後に鹿児島本線の一部となった。なお、2022年現在も開通当初から現存する駅は、博多駅を含めた鹿児島本線二日市駅、原田駅、田代駅、鳥栖駅、三角線網田駅の6つである。
その後幹線や筑豊鉄道との合併により筑豊の運炭路線を得る等、新線建設・他の鉄道会社との統合により北九州・西九州地域を中心に九州島内の広域で路線網を拡大し、堅調な経営基盤を築いていた（特に後者については、筑豊炭田からの石炭輸送の好調ぶりから、1899年（明治32年）以降は貨物収入が旅客収入を上回る状況が続く等、同鉄道の後期における主力収入源として重宝されていた）。
国有化後も北九州市門司区に旧本社の建物が残存し、2003年から九州鉄道記念館として利用されている。

## 沿革
路線の詳細な沿革については各路線記事を参照のこと。
- 1887年（明治20年）- 会社設立
- 1888年（明治21年）6月27日- 営業認可[3]
- 1889年（明治22年）12月11日 - 九州初の鉄道として博多 - 千歳川仮停車場間開業[2]（千歳川仮停車場は、佐賀県鳥栖市、現在の肥前旭駅-久留米駅の間、筑後川北岸）
- 1891年（明治24年）4月1日 - 門司駅（現、門司港駅）まで東進
  - 7月1日 - 春日駅（現、熊本駅）まで南進
  - 8月20日 - 現在の長崎本線の一部たる鳥栖 - 佐賀間開業
- 1896年（明治29年）11月21日 - 現在の鹿児島本線が八代駅延伸
- 1897年（明治30年）10月1日 - 筑豊鉄道を吸収合併
- 1898年（明治31年）11月27日 - 現在の佐世保線・大村線にあたる早岐駅経由で鳥栖 - 長崎間全通
  - 12月28日- 伊万里鉄道を吸収合併
- 1899年（明治32年）12月25日 現在の三角線にあたる宇土 - 三角間を開業、住吉・網田・三角の各駅を新設。
- 1901年（明治34年）9月3日 - 豊州鉄道（初代）を吸収合併
- 1902年（明治35年）2月23日 - 唐津鉄道を吸収合併
- 1906年（明治39年）5月10日 - 門司 - 八代駅間、及び、門司 - 長崎間に同鉄道初の急行列車（料金不要）を設定。「最大急行」と称し宣伝した
- 1907年（明治40年）7月1日 - 鉄道国有法に基づき国有化され帝国鉄道庁所管となり九州鉄道（初代）が解散
- 1909年（明治42年）10月12日 - 「鹿児島本線」等線路名称制定

## 保有路線

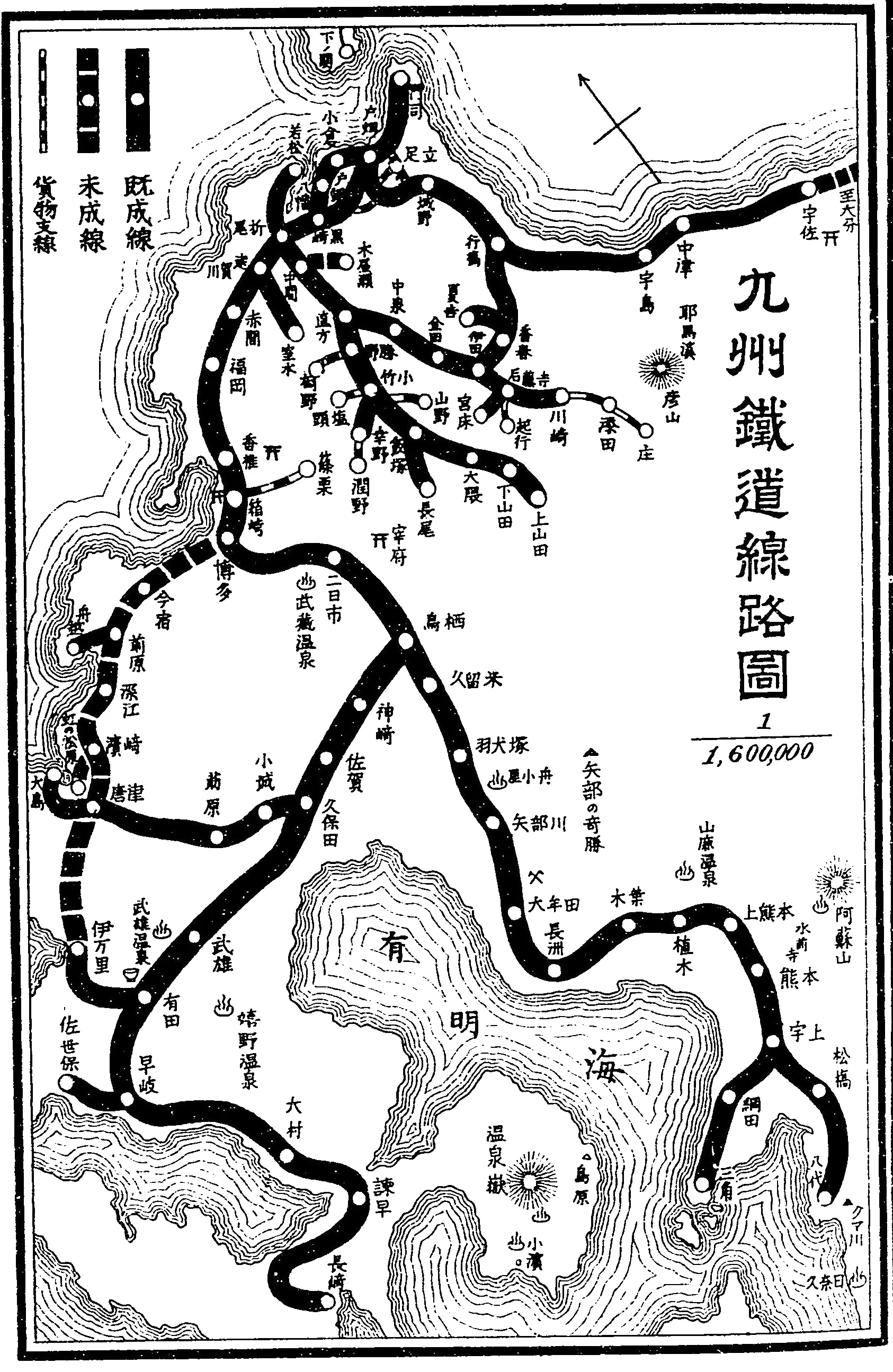
九州鉄道株式会社 1906年の路線図

### 現・鹿児島線のルーツ
国有化までに敷設された現・鹿児島本線とそれに付随する支線は、九州鉄道が独自に敷設したものである。陸軍衛戍地であった小倉地区の軍用路線や現北九州市内の路線は、軍政や国防計画の変遷に伴って頻繁に変更されている。九州鉄道の手による支線は篠栗線の一部と三角線全区間に留まる。
- 門司 - 八代　（参考・現鹿児島本線の門司港-八代間の営業キロは232.3km）

　現在の鹿児島本線の北半分、初代門司（→門司港）‐初代八代（→球磨川貨）間、及び1911年（明治44年）にルート変更のため廃止された大蔵線に該当する。1889年（明治22年）に開業した博多‐千歳川仮停車場間を皮切りに、該当区間は1896年（明治29年）までに全通した。国有化までこの区間の延伸は進まず、肥薩線経由の全通は国有化後の1909年（明治42年）、川内経由の現行の鹿児島本線に付替わったのは1927年（昭和2年）のことである。
- 小倉 - 大蔵 - 黒崎

　当初は九州鉄道の本線の一部として開業した大蔵線区間に当たる。1891年（明治24年）の黒崎 - 門司間全通時の区間である。1902年（明治35年）に戸畑線が開通してからは輸送量が激減し、本線から迂回線として大蔵線へ分離されたのは国有化後の1908年（明治41年）。廃止は1911年（明治44年）のことである。
- （現鹿児島本線）富野信号場 - （現・日豊本線）紫川聯絡所

　小倉裏線（現・鹿児島本線）高浜（→富野）信号所 - （現・日豊本線）紫川聯絡所間軍用線に該当する。豊州本線が陸軍小倉連隊衛戍地を西に迂回しているため、衛戍地正門の位置する東側に直結する短絡線として1903年（明治36年）に敷設された。日露戦争時の出征輸送に使われたのみで、1916年（大正5年）に廃止された。
- （旧・小倉裏線）足立軍用停車場 - （現・日豊本線）南篠崎聯絡所

　上記の小倉裏線の本線と同時に敷設・廃止された短絡線。行橋方面からの上り列車が衛戍地正門に沿う足立駅に直通出来るように設置された。足立・紫川南篠崎で三角線を形成していた。
- （現・日豊本線）北篠崎聯絡所 - （旧・大蔵線）板櫃聯絡所

　上記の小倉裏線の本線に追加する形で1904年（明治37年）に敷設された短絡線。黒崎方面からの上り列車が衛戍地正門に沿う足立駅に直通出来るように設置された。小倉・北篠崎・板櫃で三角線を形成していた。小倉裏線系統では最も早く、大蔵線と同時に1911年（明治44年）廃止された。
- 小倉 - 戸畑 - 黒崎

　北九州市内を通過する鹿児島本線現行ルートに該当する。清朝やロシア帝国の上陸・艦砲射撃作戦による線路寸断を危惧した陸軍に反対されたため、大蔵線を先行開業して1902年（明治35年）にようやく並行新線として開業した。八幡・戸畑の集客力をもって大蔵線を圧倒する収益を上げ、国有化後の1908年（明治41年）に正式に人吉本線（→鹿児島本線）へ編入された。
- 吉塚 - 篠栗 （10.3km）

　現在の篠栗線西半分の路線に該当する。1904年（明治37年）に吉塚‐篠栗間が全通し、翌年の博多乗入が完了すると、国有化後も変化無く推移した。筑豊本線桂川までの延伸が実現したのは、長大な篠栗トンネル掘削が可能となった戦後のことで、1968年（昭和43年）のことである。
- 宇土 - 三角 （25.6km）

　現在の三角線全区間に該当する。1899年（明治32年）に宇土 - 三角間が全通して以来、路線変更は無い。

### 現・長崎線のルーツ
国有化までに敷設された現長崎本線とそれに付随する支線は、九州鉄道が独自に敷設したものだけではなく、地元資本によって敷設された中小私鉄の買収路線が含まれている。長崎線の支線で九州鉄道が敷設していないのは、鹿児島線から委譲した私鉄出身の筑肥線を別にすると、松浦線伊万里以遠とその支線群、戦後に建設された喜々津-浦上間の長崎本線新線区間にとどまる。
- 鳥栖 - 長崎 （157.1km）

　順に、現在の長崎本線東側の鳥栖‐江北（旧・肥前山口）間・佐世保線東側の江北‐早岐間・大村線の全線に当たる早岐‐諫早間・長崎本線末端の諫早‐初代長崎（→浦上）間に該当する。1891年（明治24年）に鳥栖‐佐賀間を開業して以来、1898年（明治31年）に中間部の諫早‐長与間が結節されて全通した。二代長崎への延伸は国有化後の1905年（明治38年）、肥前鹿島経由の現行の長崎本線に付替わり、佐世保線区間変更・大村線の独立が行われたのは1934年（昭和9年）のことである。
- 早岐 - 佐世保 （8.9km）

　現在の佐世保線末端区間に該当する。佐世保には海軍鎮守府が設置されていたため、建設は長崎線と並行して進められており、早岐開業から半年後の1898年（明治31年）には、長崎線大村延伸と同時に早岐‐佐世保間も全通している。1934年（昭和9年）の長崎本線付け替えによる肥前山口‐早岐間編入を除くと、大きな変化は無い。
- 久保田 - 妙見 - 大島 （45.0km）

　唐津興業鉄道（→唐津鉄道）が敷設した買収路線で、現在の唐津線及び貨物支線に該当する。1898年（明治31年）、唐津側の大島貨‐妙見（→西唐津）‐山本間開業を皮切りに、莇原（→現・多久）延伸を果たした1902年（明治35年）に九州鉄道へ合併された。長崎線久保田延伸は九州鉄道によって実現した。末端の西唐津‐大島貨間は1982年（昭和57年）廃止。
- 莇原 - 柚ノ木原 （1.4km）

　1903年（明治36年）に唐津鉄道によって莇原（→現・多久）‐柚ノ木原間に敷設された現唐津線貨物支線。1967年（昭和42年）に廃止された。
- 相知分岐点 - 相知 （0.7km）

　1905年（明治35年）に九州鉄道によって相知分岐点（→中相知信）‐相知貨（→相知炭坑）間に敷設された現唐津線の貨物支線。1978年（昭和53年）に廃止された。
唐津線の支線としては、山本 - 岸嶽間の通称「岸嶽線」が知られるが、国有化後の1912年（明治45年）に開業したもので、唐津鉄道・九州鉄道は関与していない。
- 有田 - 伊万里 （13.0km）

　伊万里鉄道が敷設した買収路線で、現在の松浦鉄道の東側、有田‐伊万里間に該当する。1898年（明治31年）8月に開業したが、建設資金の返済に行き詰まり、さっそく同年12月に九州鉄道へ買収された。国有化後も「伊万里線」の名称のまましばらく延伸されなかったが、1930年（昭和5年）より延伸が始まり、1945年（昭和20年）に松浦線と結節されて編入された。

### 現・日豊線のルーツ
国有化までに敷設された現日豊本線とそれに付随する支線は、主に豊州鉄道が敷設したもので、九州鉄道は豊州鉄道への連絡線および合併後の延伸路線の敷設にとどまっている。豊州鉄道は1901年（明治34年）に九州鉄道に合併した。日豊線の支線で九州鉄道の敷設でないものは、日田彦山線の両端部である。
- 小倉 - 宇佐 （参考・現日豊本線の小倉-柳ヶ浦間の営業キロは69.1km）

現在の日豊本線北側、小倉 ‐ 長洲（→初代宇佐→現柳ヶ浦）間に該当する。小倉‐行事間は1895年（明治28年）4月に九州鉄道が敷設した連絡線で、同年8月に豊州鉄道が行橋 ‐ 伊田（→田川伊田）間に開業すると、行橋への乗入を開始した。豊州鉄道は大分方面への支線を敷設し、1897年（明治30年）に長洲までの区間を全通させた。豊州本線の延伸は国有化後から始まり、1923年（大正12年）、宮崎本線との結節が実現して東九州の幹線が現吉都線経由で実現した。国分経由の現日豊本線が全通するのは1930年（昭和5年）である。
- 行橋 - 伊田 - 添田 （37.2km）

現在の平成筑豊鉄道田川線の全線に当たる行橋 ‐ 田川伊田及び日田彦山線中間部田川伊田 ‐ 西添田間に該当する。豊州鉄道の本線として1895年（明治28年）に行橋 ‐ 伊田間が開業し、現田川線部分が全通した。日田彦山線部分は1896年（明治29年）に後藤寺（→田川後藤寺）延伸を皮切りに逐次延伸し、豊州鉄道買収後の1903年（明治36年）に添田（初代）まで全通した。伊田以遠が田川線から分離されたのは、彦山線全通後の1960年（昭和35年）である。
- 香春 - 夏吉 （2.3km）

豊州鉄道が1899年（明治32年）に香春（初代。→勾金） - 夏吉間に敷設した貨物線。1973年（昭和48年）に廃止された。
- 川崎 - 第一大任 （0.9km）

九州鉄道が1899年に川崎（→豊前川崎） ‐ 第一大任間に敷設した貨物線。1974年（昭和49年）に廃止された。後述の第二大任貨物駅も合わせ、旧添田線の大任駅とは遠く離れ、関連性は無い。
- 添田 - 庄 （1.0km）

九州鉄道が1904年（明治37年）に初代添田 ‐ 庄間に敷設した貨物線。1943年（昭和18年）に廃止された。
- 川崎 - 第二大任 （1.9km）

九州鉄道が1906年（明治39年）に川崎（→豊前川崎） ‐ 第二大任間に敷設した貨物線。1970年（昭和45年）に廃止された。
- 後藤寺 - 宮床 ‐ 豊国 （3.7km）

現在の平成筑豊鉄道糸田線の南半分、後藤寺 ‐ 宮床（→糸田（2代）） ‐ 豊国間に該当する。豊州鉄道が1897年に全線開業した。九州鉄道編入・国有化（宮床線）を経ても変化は無かったが、1943年（昭和18年）、戦時合併で国有化した産業セメント鉄道金田 ‐ 糸田間と統合して糸田線に改名し、宮床駅も糸田駅（2代）となった。支線化した豊国貨物線は1945年（昭和20年）に廃止された。
- 後藤寺 - 起行 （0.7km）

現在の後藤寺線の東側、後藤寺 ‐ 起行間に該当する。豊州鉄道が1897年（明治30年）に全線開業した。九州鉄道編入・国有化（田川線貨物支線）を経ても変化は無かったが、1943年、戦時合併で国有化した産業セメント鉄道赤坂‐起行間に加え、漆生線赤坂以西と結節し、後藤寺線に改名した。起行貨物駅は1982年（昭和57年）に廃止された。

### 現・筑豊線のルーツ
国有化までに敷設された現筑豊本線とそれに付随する支線は、主に筑豊興業鉄道→筑豊鉄道が敷設したもので、九州鉄道は合併後の延伸路線の敷設にとどまっている。筑豊鉄道は1897年（明治30年）に九州鉄道に合併した。筑豊線支線で九州鉄道が敷設していないのは、国有化直後に開業した香月線がある。
- 若松 - 上山田 （53.8km）

　現在の筑豊本線の北側、若松‐飯塚間、及び1988年（昭和63年）に廃止された上山田線の西側、飯塚‐上山田間に該当する。筑豊興業鉄道が1891年（明治24年）若松‐直方間を開業して以来、合併までに飯塚を越えて臼井まで延伸した。九州鉄道が延伸を引継ぎ、国有化までに上山田まで全通を果たした。1929年（昭和4年）に桂川‐原田間開業と長尾線編入により、筑豊本線が若松‐原田間に付替え、飯塚以南は上山田線に分離した。上山田線は1966年（昭和41年）に豊前川崎まで全通するが、1988年限りで廃止された。
- 飯塚 - 長尾 （5.9km）

　現在の筑豊本線の中央部、飯塚‐長尾（→桂川）に該当する。九州鉄道により1901年（明治34年）に全通した。国有化後は筑豊本線の一支線である「長尾線」に過ぎなかったが、長尾以南を延伸して冷水峠を越えて鹿児島本線原田まで直結することになり、1929年（昭和4年）に筑豊本線の一部として編入された。篠栗線開業にともなう博多‐筑豊間直通化で、開業時とは打って変わって幹線化している。
- 平恒分岐点 - 平恒　（0.7km）

　九州鉄道が1898年（明治31年）に平恒分岐点（→二代平恒）‐初代平恒貨間に敷設した上山田線の貨物線。1939年（昭和14年）に廃止された。
- 直方 - 伊田 （16.1km）

　現在の平成筑豊鉄道伊田線の全線、直方‐伊田（→田川伊田）に該当する。筑豊興業鉄道により1893年（明治26年）に直方‐金田間が開業し、合併後の九州鉄道により1899年（明治32年）に伊田延伸が行われ、全線開業した。伊田線の特徴である全線複線は国有化直後の1911年（明治44年）に実施されている。
- 本洞分岐点 - 本洞 （0.9km）

　九州鉄道が1899年（明治32年）に本洞分岐点 ‐ 本洞間に敷設した貨物線。1922年（大正11年）に廃止された。
- 中泉 - 日焼 （1.4km）

　九州鉄道が1898年（明治31年）に中泉 ‐ 日焼間に敷設した現伊田線の貨物線。旧大城第一分岐点以遠は1945年（昭和20年）に廃止された。
- 大城第一分岐点 - 大城第一 （1.3km）

　九州鉄道が1900年（明治33年）に日焼支線大城第一分岐点（→中泉） ‐ 大城第一間に敷設した現伊田線の貨物線。1964年（昭和39年）に廃止された。
- 大城第二分岐点 - 大城第二 （0.9km）

　九州鉄道が1900年（明治33年）に大城第一支線大城第二分岐点 ‐ 大城第二間に敷設した現伊田線の貨物線。1923年（大正12年）に廃止された。
- 赤池分岐点 - 赤池 （0.3km）

　九州鉄道が1904年（明治37年）に赤池分岐点（→赤池） ‐ 赤池（→赤池炭坑）間に敷設した現伊田線の貨物線。1978年（昭和53年）に廃止された。
- 方城分岐点 - 方城 （1.0km）

　九州鉄道が1903年（明治36年）に方城分岐点（→金田） ‐ 方城間に敷設した現伊田線の貨物線。1971年（昭和46年）に廃止された。
- 勝野 - 桐野 （5.3km）

　1989年（平成元年）に廃止された宮田線の全線、勝野‐桐野（→筑前宮田）間に該当する。九州鉄道により1902年（明治35年）に貨物支線として全線開業した。開業当時の終点は「宮田駅」だったが、2年後に「桐野駅」に改名し、1937年（昭和12年）に「筑前宮田駅」に再改名した経緯があり、国有化後の路線名も「桐野線」であった。旅客輸送は国有化後の1912年（明治45年）から実施した。
- 勝野 - 菅牟田 （2.2km）

　1977年（昭和52年）に廃止された宮田線貨物支線。九州鉄道により1904年（明治37年）に勝野 - 初代菅牟田間の全線が開業した。実質上は勝野駅構内扱いで菅牟田分岐点が存在し、1912年（明治45年）に磯光駅として独立している。初代菅牟田貨は1911年（明治44年）に廃止されており、廃線時の二代菅牟田貨は1区間手前の新駅であった。
- 小竹 - 潤野 （7.6km）

　1969年（昭和44年）に廃止された幸袋線の全線、小竹‐潤野（→二瀬）間に該当する。筑豊鉄道が1894年（明治27年）に小竹‐幸袋間を開業して以来、九州鉄道により潤野まで延伸された。さらに国有化後も枝国まで延伸され、廃線区間が全通した。末端の二瀬‐枝国間は先行して1965年（昭和40年）に廃止されている。
- 伊岐須分岐点 - 伊岐須　（2.5km）

　1969年（昭和44年）に廃止された幸袋線の貨物支線。九州鉄道が1899年（明治32年）に伊岐須分岐点（→幸袋） ‐ 伊岐須間を全通した。幸袋線の本線は末端の枝国以外は旅客化されたが、支線は廃線まで貨物線のままであった。
- 目尾分岐点 - 目尾　（0.3km）

　1920年（大正9年）に廃止された幸袋線貨物支線。九州鉄道が1903年（明治36年）に目尾分岐点‐初代目尾間を全通した。二代目尾は支線廃止と同時に本線上に新設され、当初より旅客扱いを行った。
- 小竹 - 塩頭 （2.3km）

　九州鉄道が1902年（明治35年）に小竹 ‐ 塩頭間に敷設した現筑豊本線の貨物線。1945年（昭和20年）に廃止された。
- 芳雄 - 上三緒 - 山野 （5.3km）

　現在の後藤寺線の西半分、新飯塚‐上三緒間、および上三緒以南の山野貨物支線に該当する。1902年（明治35年）、九州鉄道により筑豊本線の貨物支線として芳雄貨（→新飯塚） ‐ 山野（→筑前山野）間を開業した。国有化以後は途中駅の上三緒から漆生への延伸が続き、上三緒以南は漆生線への編入と旅客扱い開始を経て、戦時統合の末に後藤寺線へと編入される。取り残された山野貨物支線は、1964年（昭和39年）に廃止された。
- 飯塚 - 忠隈 （1.0km）

　九州鉄道が1898年（明治31年）に飯塚 ‐ 忠隈間に敷設した現筑豊本線の貨物線。1945年（昭和20年）に廃止された。

## 車両
開業時に蒸気機関車や客車にドイツ製の車両を導入したことが特色である。経営基盤が脆弱であったことから、線路状況と輸送量に合わせて最適の機関車を使い分けるイギリス流の運用はせず、汎用の同形機関車を大量に導入して機関車の保守費低減を図った。後期には、アメリカ製の機関車を大量に導入している。

### 蒸気機関車
形式1 (1 - 3)
1889年・独ホーエンツォレルン製。車軸配置0-4-0 (B) のタンク機 → 鉄道院45形 (45 - 47)
形式4 (4 - 10, 11 - 14, 19 - 22, 29 - 33)
1889年 - 1894年・独クラウス製。車軸配置0-4-0 (B) のタンク機。 → 鉄道院10形 (10 - 32)
29, 33は紀和鉄道に譲渡
形式15 (15 - 18, 23, 24, 27, 28, 34 - 38, 39 - 45, 114, 115)
1890年 - 1898年・独クラウス製。車軸配置0-6-0 (C) → 鉄道院1400形・1440形 (1400 - 1413, 1440 - 1446)
形式25 (25, 26)
1894年・英シャープ・スチュアート製。車軸配置0-6-0 (C) のタンク機 → 鉄道院1530形 (1530, 1531)
形式46 (46 - 49)
1896年・米ボールドウィン製。車軸配置2-6-0 (1C) のテンダ機 → 鉄道院8200形 (8200 - 8203)
形式55 (55 - 66)
1897年・米スケネクタディ製。車軸配置4-4-0 (2B) のテンダ機 → 鉄道院5700形 (5709-5720)
形式67 (67 - 70, 100)
英ナスミス・ウィルソン製。車軸配置2-4-2 (1B1) のタンク機 → 鉄道院600形 (656 - 660)
形式71 (71)
1889年・米ボールドウィン製。車軸配置0-4-0 (B) のサドルタンク機。旧筑豊鉄道1。1900年、八幡製鉄所に譲渡。
形式72 (72)
1889年・米ボールドウィン製。車軸配置0-4-2 (B1) のタンク機。旧筑豊鉄道2。1900年、八幡製鉄所に譲渡。
形式73 (73, 74, 80 - 84, 87 - 89, 97, 98)
1890年 - 1895年・米ボールドウィン製。車軸配置2-6-2 (1C1) のタンク機。旧筑豊鉄道3, 4, 10 - 14, 17 - 19, 27, 28 → 鉄道院3300形 (3306-3317)
形式75 (75, 76)
1880年・英バルカン・ファウンドリー製。車軸配置2-4-2 (1B1) のタンク機。筑豊鉄道が山陽鉄道から譲受。旧5, 6 → 鉄道院700形 (715, 700)
形式77 (77, 78, 85, 86)
1892年 - 1894年・米ボールドウィン製。車軸配置2-6-0 (1C) のテンダ機。旧筑豊鉄道7, 8, 15, 16 → 鉄道院8000形 (8000 - 8003)
形式79 (79)
1892年・米ボールドウィン製。車軸配置2-6-0 (1C) のテンダ機。旧筑豊鉄道9 → 鉄道院8050形 (8050)
形式90 (90, 91)
1894年・米ボールドウィン製。車軸配置0-6-0 (C) のタンク機。旧筑豊鉄道20, 21 → 鉄道院1320形 (1320, 1321)
形式92 (92 - 94)
1895年・米ボールドウィン製。車軸配置0-8-0 (D) のタンク機。旧筑豊鉄道22-24 → 鉄道院4030形 (4030 - 4032)
形式95 (95, 96)
1895年・米ボールドウィン製。車軸配置0-6-0 (C) のタンク機。旧筑豊鉄道25, 26 → 鉄道院1010形 (1012, 1013)
形式99 (99, 100)
1895年・米ボールドウィン製。車軸配置2-6-0 (1C) のテンダ機。旧筑豊鉄道29, 30 → 鉄道院8000形 (8004, 8005)
形式102 (102 - 113)
1898年・米ブルックス製。車軸配置2-6-0 (1C) のタンク機 → 鉄道院2820形 (2820 - 2831)
形式116 (116 - 127, 142 - 153)
1898年 - 1899年・米スケネクタディ製。車軸配置4-4-0 (C) のテンダ機 → 鉄道院5700形 (5721-5732)
形式128 (128 - 139)
1898年・米スケネクタディ製。車軸配置2-8-0 (1D) のテンダ機 → 鉄道院9500形 (9500 - 9511)
形式140 (140, 141)
1898年・米クック製。車軸配置0-6-0 (C) のタンク機。旧伊万里鉄道1, 2。1899年近江鉄道に譲渡
形式154 (154 - 165, 191 - 227, 252 - 263)
1899年 - 1906年・米スケネクタディ（アルコ）製。車軸配置2-6-0 (1C) のテンダ機 → 鉄道院8550形 (8550-8610)
形式166 (166, 170)
1894年 - 1896年・米ボールドウィン製。車軸配置0-6-0 (C) のタンク機。旧豊州鉄道1, 5→ 鉄道院1320形 (1322, 1323)
形式167 (167 - 169, 171 - 173)
1894年 - 1896年・米ボールドウィン製。車軸配置2-6-2 (1C1) のタンク機。旧豊州鉄道2 - 4, 6-8 → 鉄道院3300形 (3318 - 3323)
形式174 (174-185)
1897年 - 1899年・米ピッツバーグ製。車軸配置2-6-2 (1C1) のタンク機。旧豊州鉄道9-20 → 鉄道院3400形 (3400-3411)
形式186 (186 - 189)
1897年・スイス・ロコモティブ (SLM) 製。車軸配置0-6-0 (C) のタンク機。旧唐津鉄道1 - 4 → 鉄道院1500形 (1500 - 1503)
形式190 (190)
1897年・スイス・ロコモティブ製。車軸配置0-6-0 (C) のタンク機。旧唐津鉄道5。1904年八幡製鉄所に譲渡
形式228 (228 - 251)
1906年・米アルコ・スケネクタディ製。車軸配置2-6-2 (1C1) のタンク機 → 鉄道院3100形 (3100 - 3123)

### 客車
著名なもののみ記す。
2号御料車
ドイツ・バンデルチーペン社製の二軸御料車。
九州鉄道ブリル客車
国有化直前にアメリカ合衆国のブリル社に発注された豪華客車編成であったが日本到着は九州鉄道の国有化後となり充分に活用されなかった。「或る列車」とも称される。

### 車両数の推移
| 年度 | 機関車 | 客車 | 貨車  |
| ---- | ------ | ---- | ----- |
| 1889 | 3      | 20   | 46    |
| 1890 | 14     | 38   | 107   |
| 1891 | 18     | 55   | 138   |
| 1892 | 22     | 53   | 246   |
| 1893 | 24     | 53   | 352   |
| 1894 | 26     | 68   | 410   |
| 1895 | 38     | 84   | 653   |
| 1896 | 49     | 94   | 838   |
| 1897 | 94     | 164  | 2,060 |
| 1898 | 141    | 236  | 2,612 |
| 1899 | 153    | 304  | 3,558 |
| 1900 | 159    | 302  | 3,822 |
| 1901 | 184    | 366  | 4,505 |
| 1902 | 196    | 384  | 4,874 |
| 1903 | 202    | 386  | 4,964 |
| 1904 | 207    | 390  | 5,376 |
| 1905 | 220    | 390  | 5,690 |
| 1906 | 244    | 392  | 6,348 |

- 「私設鉄道現況累年表」『鉄道局年報』明治40年度（国立国会図書館デジタルコレクション）
- 合併会社より引継ぎ
  - 1897年筑豊鉄道機関車30両、客車22両、貨車1,022両[4]
  - 1898年伊万里鉄道機関車2両、客車8両、貨車20両[5]
  - 1901年豊州鉄道機関車20両、客車52両、貨車595両[6]
  - 1902年唐津鉄道機関車5両、客車15両、貨車184両[7]

## 関連文献
- 小野田滋、板井幸市、鶴英樹「わが国における鉄道トンネルの沿革と現状 (第5報) -旧・九州鉄道をめぐって」『土木史研究』第15巻、1995年、269-281頁、doi:10.2208/journalhs1990.15.269。